# Полостевичи
Полостевичи (бел. Палосцевічы) — деревня в Ленинском сельсовете Житковичского района Гомельской области Белоруссии.
Кругом лес.

## География

### Расположение
В 51 км на северо-запад от Житковичей, 23 км от железнодорожной станции Микашевичи (на линии Лунинец — Калинковичи), 284 км от Гомеля.

## Транспортная сеть
Рядом автодорога Микашевичи — Слуцк. Планировка состоит из 2 криволинейных, почти параллельных между собой улиц, ориентированных с юго-запада на северо-восток. Застройка двусторонняя, деревянная, усадебного типа.

## История
Согласно письменным источникам известна с начала XIX века как деревня в Ленинской волости Мозырского уезда Минской губернии. Согласно инвентаря 1820 года в составе фольварка Ленин, во владении полковника Бабанского. Позже деревня, как и все поместье Ленин, была во владении князя Л. П. Витгенштейна. В 1879 году упоминается в числе селений Ленинского церковного прихода.
Согласно Рижскому договору 18 марта 1921 года в составе Польши. С сентября 1939 года в составе БССР. Во время Великой Отечественной войны в феврале 1943 года немецкие каратели полностью сожгли деревню и убили 31 жителя. 28 жителей погибли на фронте. Согласно переписи 1959 года в составе совхоза «Ленинский» (центр — деревня Ленин). Действуют отделение связи, клуб, библиотека.

## Население

### Численность
- 2004 год — 102 хозяйства, 201 житель.

### Динамика
- 1820 год — 17 дворов.
- 1897 год — 14 дворов 277 жителей (согласно переписи).
- 1908 год — 44 двора, 243 жителя.
- 1940 год — 75 дворов 378 жителей.
- 1959 год — 560 жителей (согласно переписи).
- 2004 год — 102 хозяйства, 201 житель.

## Известные уроженцы
- Г. Ф. Таболич — художник.